# МГУ (футбольный клуб)
МГУ — российский футбольный клуб из Саранска, Мордовия. В 1992 году принимал участие во второй лиге первенства России.

## История
Команда «Университет» Мордовского государственного университета ещё в 1955 году выигрывала кубок Мордовии. В дальнейшем являлась неоднократным победителем чемпионата Мордовии. В 1988 году под руководством тренера Игоря Шинкаренкоen завоевала титул чемпиона II Всероссийских летних студенческих игр, а в следующем году созданная на базе саранского клуба студенческая сборная России выиграла турнир на «Универсиаде-89» и чемпионат СССР по мини-футболу среди студентов.
В 1959, 1987, 1989, 1991 годах участвовала в первенстве РСФСР среди коллективов физкультуры.
В 1989 году команда «Университет» заняла 2-е место в зоне «Поволжье» турнира «Футбол России». В некоторых розыгрышах и источниках называлась «Буревестник».
В 1991 году команда МГУ заняла 2-е место в зоне «Поволжье» первенства РСФСР среди КФК вслед за «Текстильщиком» из Ишеевки и получила право на участие в финальном этапе турнира «Футбол России», проходившем в Калуге и Обнинске. Там команда заняла 3-е место (из 4-х) в свой группе, не выйдя в следующий раунд.
В 1992 году команда МГУ под руководством Шинкаренко заняла 16-е место из 18 в пятой зоне Второй лиги. В Кубке России прошла стадию 1/512 финала без борьбы из-за отказа команды ЭВМ (Рузаевка), в 1/256 финала на выезде проиграла миасскому «Торпедо» со счётом 0:4.
В 1993 году произошло объединение команд МГУ, «Промэкспорт» МГПИ и «Резинотехника». Новая команда стала представлять коммерческо-торговую структуру «Промэкспорт» и получила название «Саранскэкспорт».
В 2023 году команда МГУ (Саранск) является участником Кубка МФС «Приволжье» в рамках III дивизиона.